# Žitkovci
Žitkovci  (madžarsko Zsitkóc) je naselje v Občini Dobrovnik. Kraj je opredeljen kot območje, kjer avtohtono živijo pripadniki madžarske narodne skupnosti in kjer je poleg slovenščine uradni jezik tudi madžarščina.